# Kalcedon
Kalcedon är ett mineral som består av tät, kryptokristallin kiseldioxid av olika färg. Kalcedon har en särpräglad trådaktig struktur som syns i mikroskop. Mineralet är uppkallat efter staden Chalkedon, idag en förort till Istanbul i Turkiet.
Kalcedon finns ofta i bergssprickor som fyllnad, och har bildats ur kiselsyrahaltiga vattenlösningar. Den är porös och kan impregneras med färgämnen, och olika färger som naturligt kalcedon har är just absorberade ur lösningar som utifrån trängt igenom stenen. 

## Användning
Vanlig kalcedon är oftast mjölkvit, gråaktig eller färglös, men används endast när den är vackert färgad eller har andra speciella egenskaper.
Flera slag av kalcedon används som smyckesstenar, särskilt agat och svart-vit onyx, klarröd karneol och röd jaspis, äppelgrön krysopras, samt grön heliotrop. Opalen är närbesläktad.

## Hornsten
En variant av kalcedon är hornsten (efter tyska Hornstein), en flintlik, hornaktigt skimrande bergart som huvudsakligen består av kiselsyra. Den består av mycket finkristallina, ogenomskinliga aggregat av kvarts och har en gråaktig till smutsbrun färg. Brottet har en hornaktig lyster. Hornsten är också en benämning på ekonomiskt ointressant jaspis.

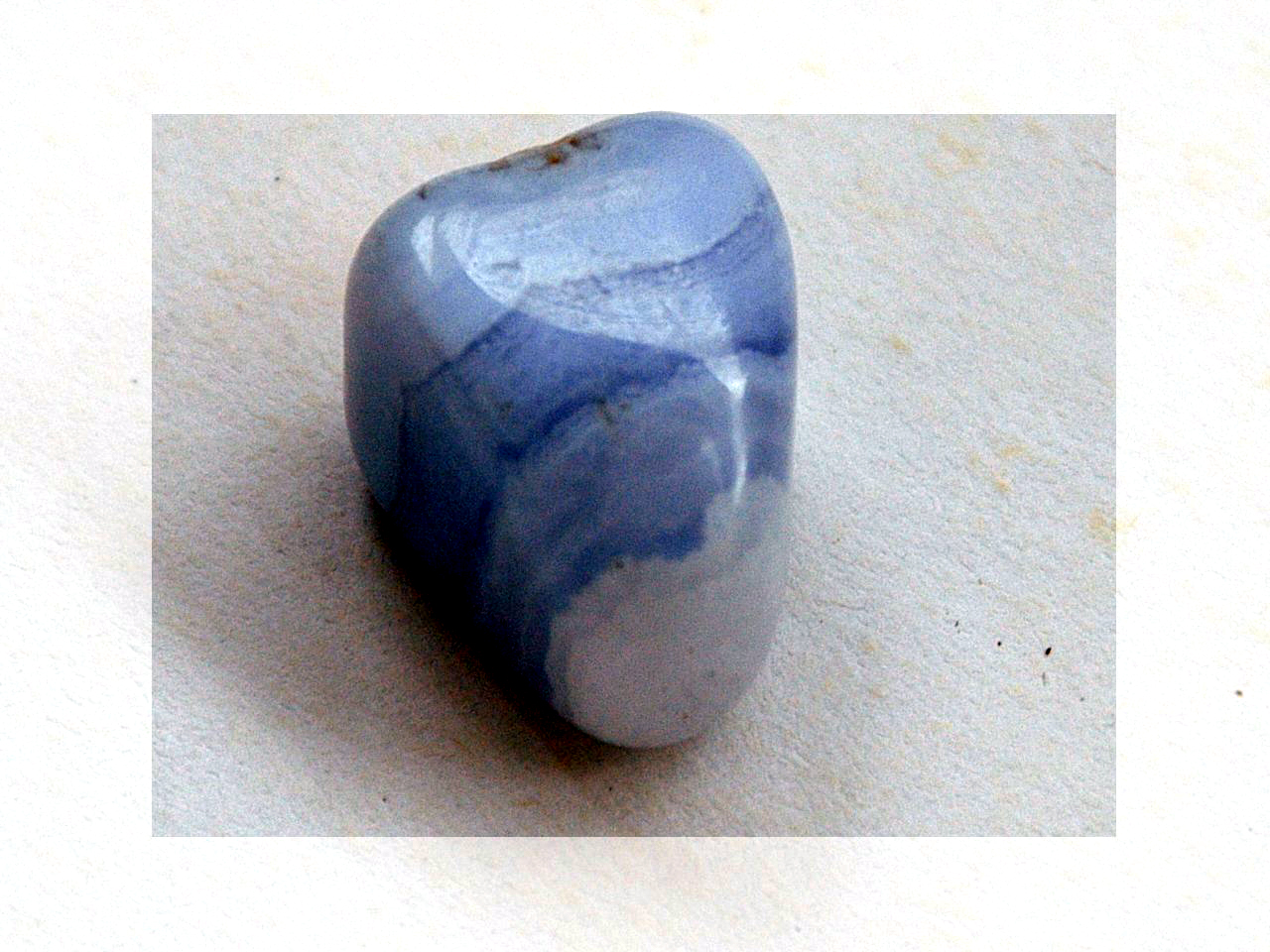
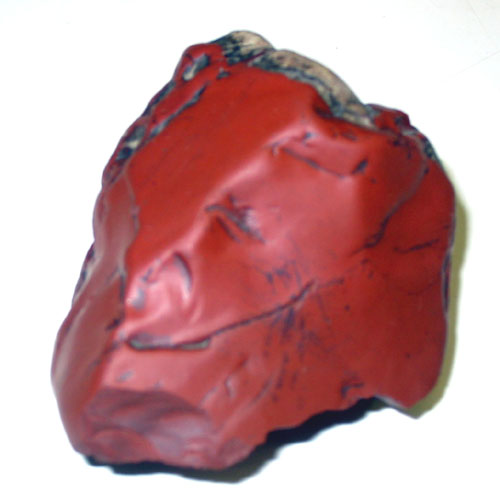
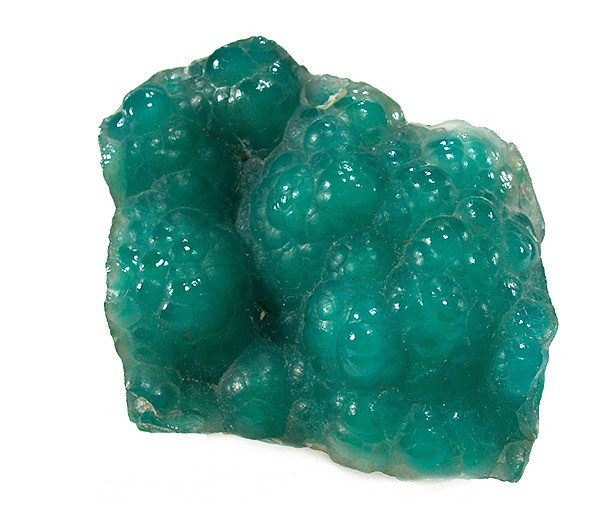
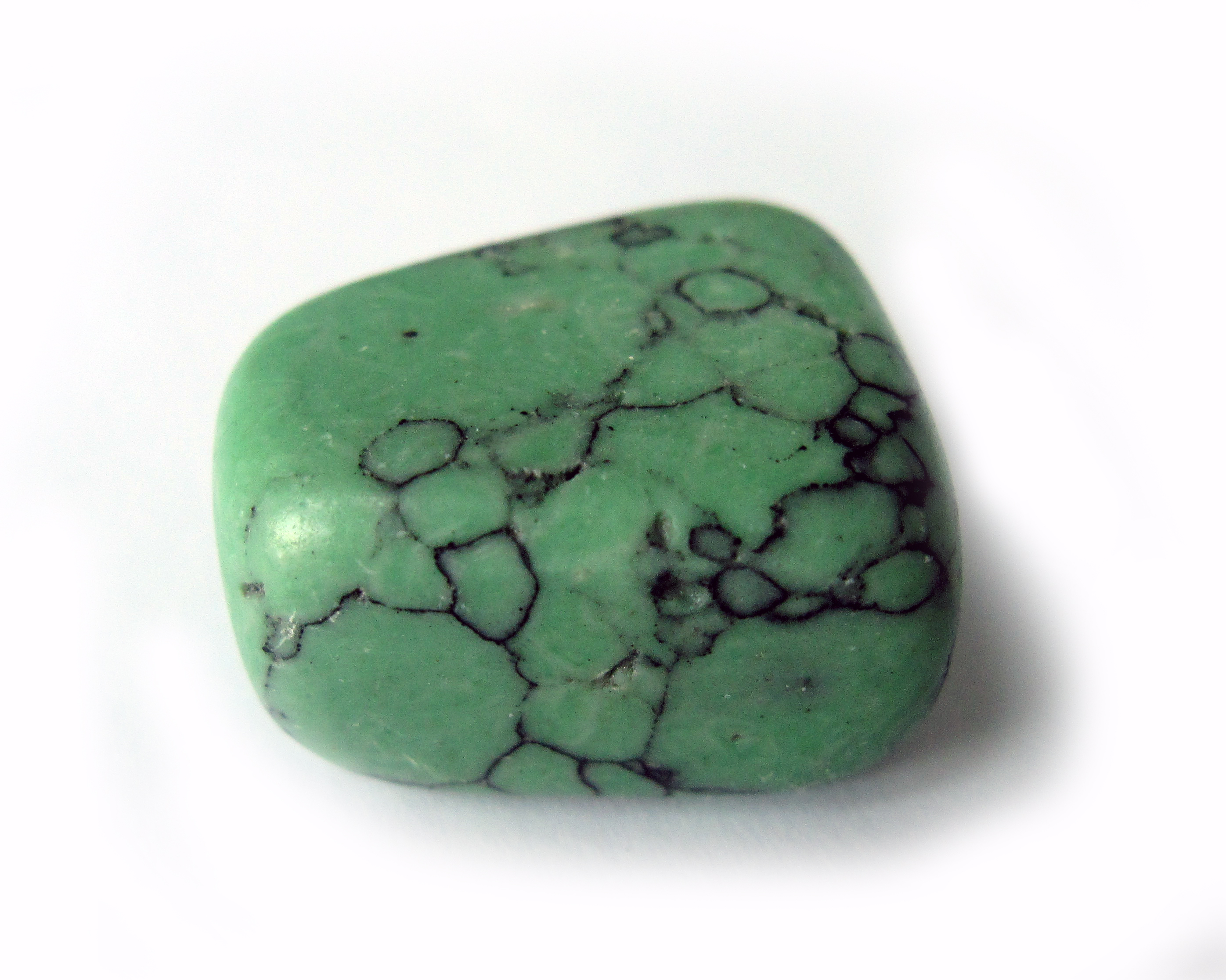
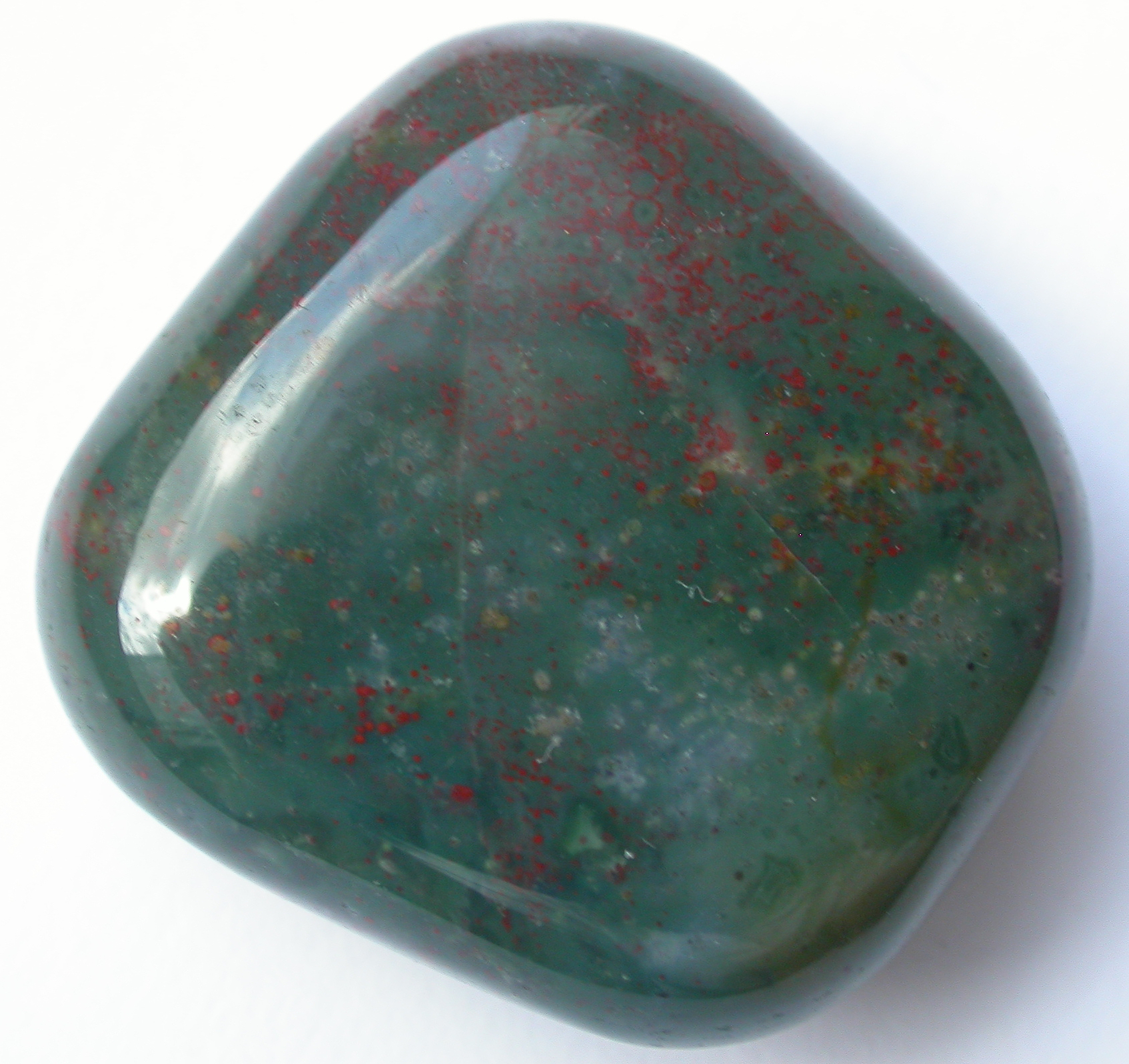
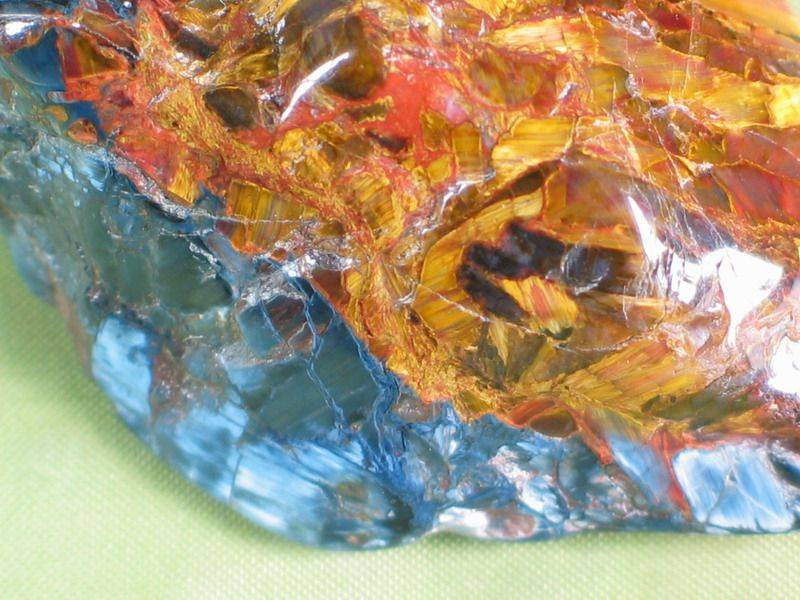
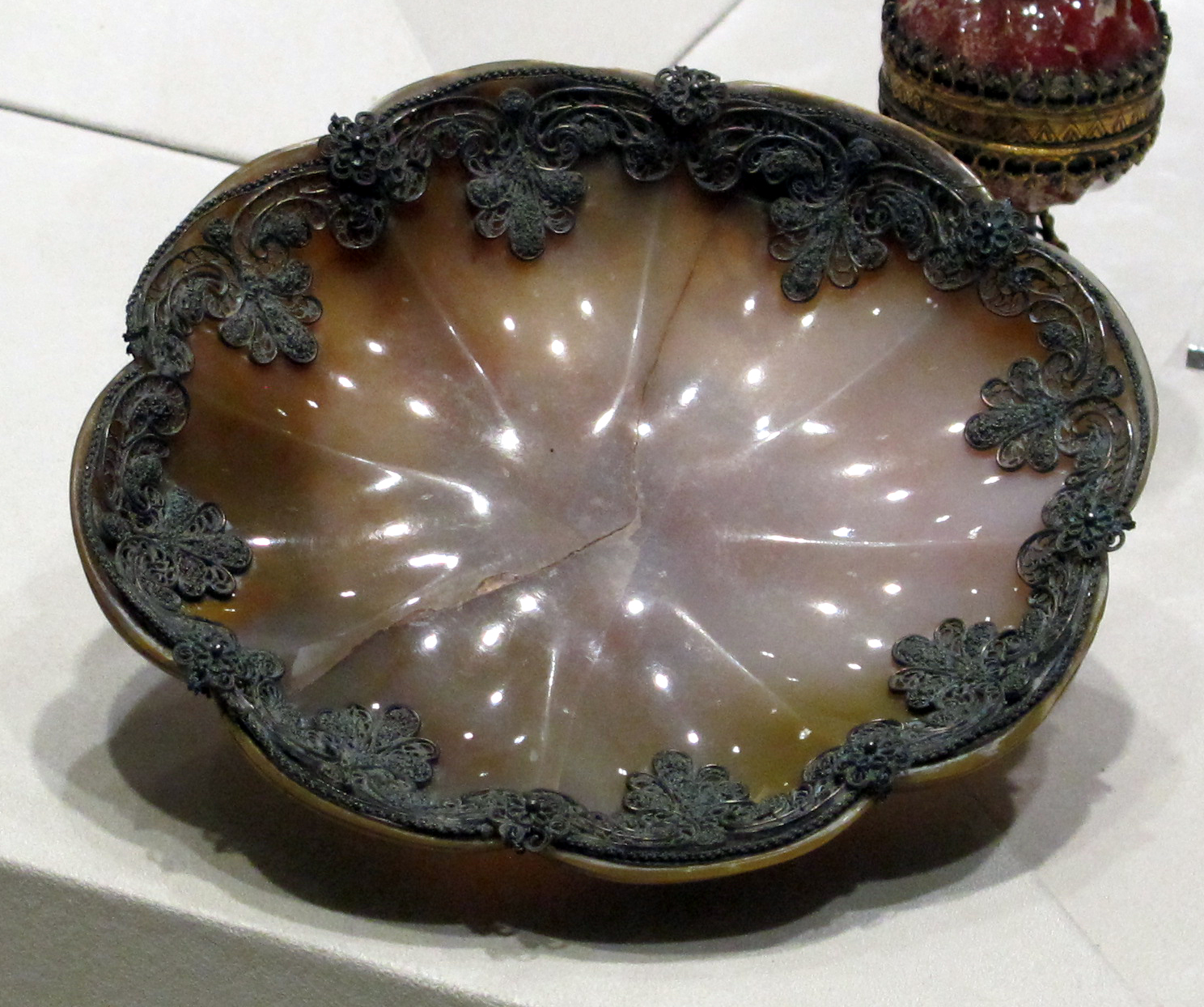
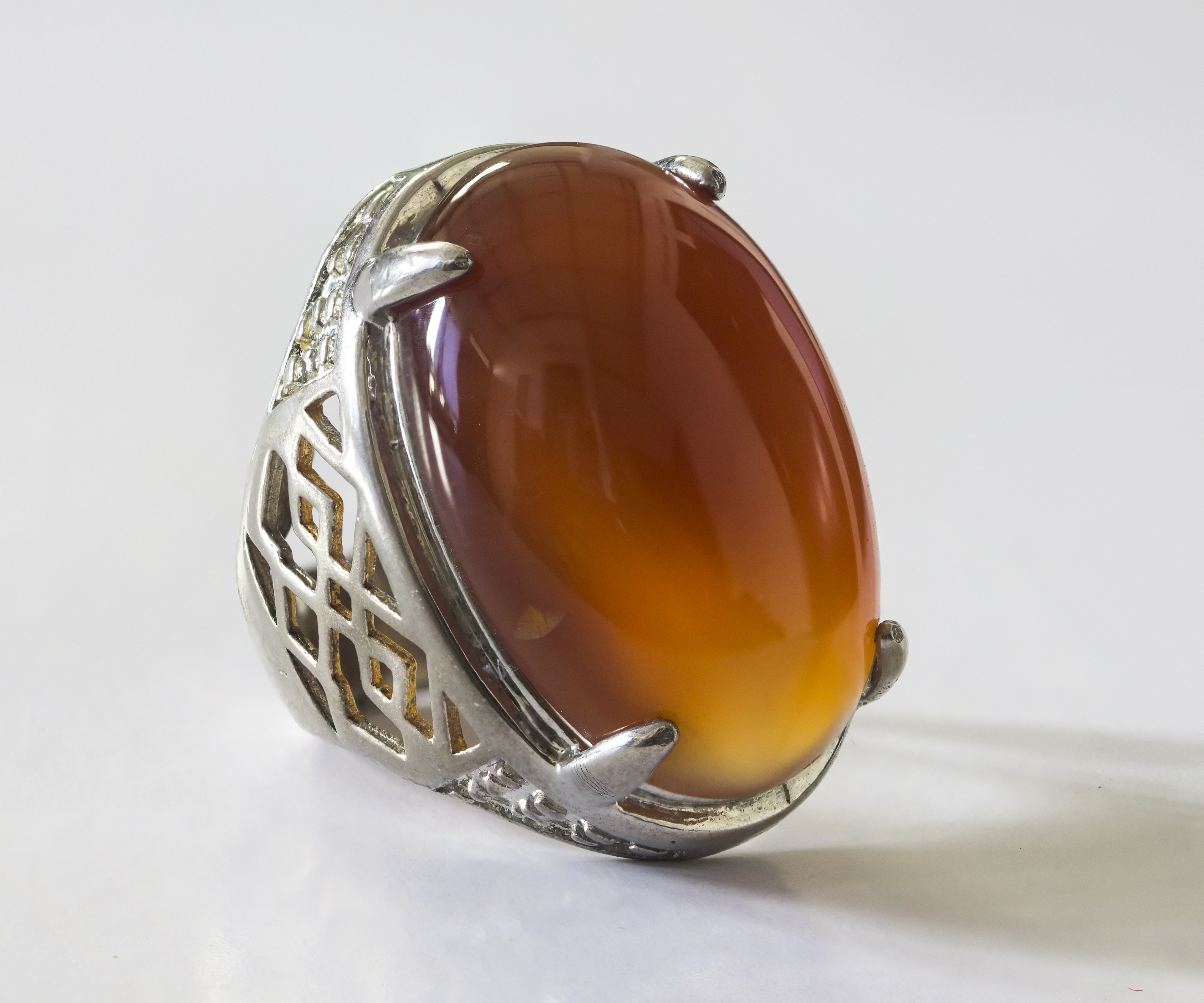
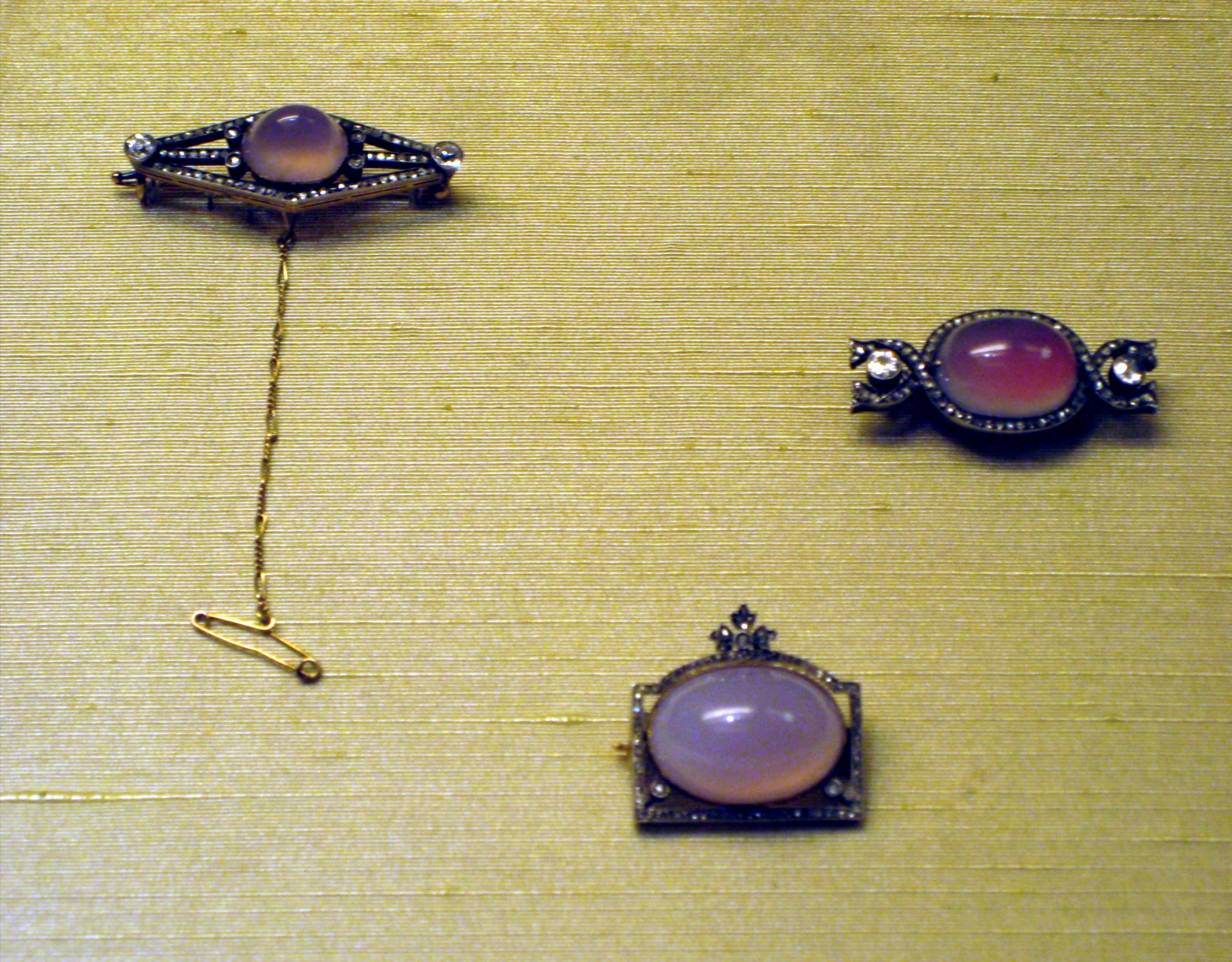